# Tân tiên hạc thần trâm
Tân tiên hạc thần trâm (tiếng Trung: 新仙鶴神針, tiếng Anh: The Magic Crane) là một bộ phim hành động - võ thuật xen lẫn với kiếm hiệp - cổ trang của Hồng Kông ra mắt lần đầu năm 1993, được cải biên từ tiểu thuyết Tiên hạc thần trâm của nhà văn Ngọa Long Sinh. Tác phẩm do Trần Mộc Thắng làm đạo diễn, Từ Khắc viết kịch bản và sản xuất, với sự góp mặt của các diễn viên chính gồm Lương Triều Vỹ, Mai Diễm Phương, Quan Chi Lâm và Lưu Tùng Nhân. Phim chính thức khởi chiếu tại Hồng Kông từ ngày 19 tháng 8 năm 1993 và thu về hơn $8.1 triệu doanh thu trong nước. 